# Dominique Gardères
Dominique Maximien Gardères (Biarritz, 22 ottobre 1856 – ...) è stato un cavaliere francese, vincitore di una medaglia d'oro, ex aequo con il cavaliere italiano Gian Giorgio Trissino, nella prova di salto in alto di equitazione ai Giochi olimpici di Parigi 1900.

## Palmarès
| Anno | Manifestazione  | Sede   | Evento        | Risultato |
| ---- | --------------- | ------ | ------------- | --------- |
| 1900 | Giochi olimpici | Parigi | Salto in alto | Oro       |